# Rick Zabel
Rick Zabel (født 7. december 1993) er en tidligere professionel cykelrytter fra Tyskland, der senest kørte for Israel-Premier Tech. Han er søn af Erik Zabel.
I 2013 vandt han U23 Flandern Rundt, og kørte fra 2014 til 2016 hos BMC Racing Team.
Fra 1. januar 2020 skiftede han fra Team Katusha-Alpecin til Israel Start-Up Nation på en ét-årig kontrakt, efter det israelske hold havde overtaget Katushas licens. Zabel forlængede i juli 2020 kontrakten, så den også var gældende til og med 2022.